# Couvent des Carmes déchaussés de Laval
Le couvent des Carmes déchaussés s'établit à Laval en 1856 aidé par la générosité de Virginie Freulon.

## Historique

### Origine
Les Carmes, qui suivaient la règle des Carmes déchaussés, viennent s'établir dans l'ancien manoir Ouvrouin qui est mis à la disposition d'un essaim de carmélites du Mans.

### Lancement
La Mère Marie du Sacré-Cœur est la première prieure. Au début au nombre de quatre, les candidatures affluent dès la fondation. L'établissement congréganiste non autorisé est constitué du point de vue civil, et du point de vue canonique, une communauté qui ne s'affilie à aucun ordre, mais se place sous l'autorité de l'évêque de Laval.
À peine établie, un essaimage a lieu à Xujiahui (Shanghai), à la suite de la visite du père jésuite Frédéric Studer, qui amenait avec lui Mgr Adrien Languillat. Le premier départ eut lieu en 1867, le second, en 1868.

### L'affaire
Dès 1894, les Carmélites demandèrent, avec autorisation, de copier la Santissima Bambina d’Italie, afin de la faire rayonner dans le monde entier. Une nouvelle prieure Sœur Cécile-Marie du Sauveur Suzanne Foccart, jeune, intrigante et hystérique est élue prieure du carmel le 5 juin 1897. Ses démêlés avec l'évêque, et d'autre part la perspective d'une loi anti-congréganiste provoquent de profonds remaniements. Ses allures donnent lieu à de nombreuses critiques tels que personne ne prend au sérieux le carmel. Pour Michel Denis: c'est une jeune femme de 25 ans que sa famille, riche et connue, à la mentalité bourgeoise étriquée, a placée au couvent pour lui éviter des écarts de conduite..
Amie de la prieure et de Jean-Pierre Dissard, Maud Gonne sera baptisée en 1897 dans la chapelle du carmel. Un conflit oppose alors le Carmel de Laval au Carmel de Paris sur des problèmes d'observance. Le préfet de la Mayenne y signale un culte de la Bambina, la Vierge-Enfant, qui revêt des formes inusitées,. Mgr Prosper Rachon, à la suite de la dévotion du Carmel de Laval, est encouragé par Léon XIII d'introduire cette dévotion en France. 
En septembre 1899, sur la plainte de la prieure, appuyée par Mgr René François Renou, archevêque de Tours, la Curie romaine ôte à l'évêque toute juridiction, et le carmel dépend directement de Rome. Léon XIII nomme Ambroise Laboré pour le représenter, mais les relations entre les religieuses et lui s'aigrissent rapidement. 
Dès cette période, les rumeurs sur les liens entre l'évêché et le carmel passent de la rumeur locale aux articles de presse. Le secrétaire personnel de l'évêque Jean-Pierre Dissard est le premier visé. Laboré est remplacé par Renou pour régir et surveiller l'établissement en 1904. À cette époque, la prieure, connue par sa conduite extravagante, sous les conseils de l'abbé Jean-Pierre Dissard, donne en anticipant l'arrivée de la loi sur les congrégations une toute nouvelle destinée à l'établissement. Celui-ci devient après la loi, une simple association. 
Le deuxième visé est l'évêque Pierre Geay, dont les relations avec la prieure seront nuisibles. Ce dernier est obligé de démissionner. Cette affaire du Carmel est suivie par le journaliste François Mouthon, et portée à la connaissance du public par Albert Monniot qui effectue une attaque sur la vie privée du préfet violet. Il est fort possible que cette affaire est pesée sur le vote de la Loi de séparation des Églises et de l'État. 
Attaquée en justice, la présidente du Carmel l'emporte de 1904 à 1906. En 1905, dans une lettre à Gustave Barrier, Germaine de Sonis indique Des épreuves qui ont atteint le diocèse de Laval, j'ai souffert plus que je ne puis le dire... Depuis plusieurs années, je n'ai absolument aucun rapport avec ce triste carmel de Laval dont l'égarement est vraiment aussi lamentable qu'incroyable... Notre seigneur m'a fait une immense grâce en me retirant de ce monastère si tristement dirigé....  Le calme revient alors à Laval. Officiellement rebaptisé Association des dames de Sainte-Thérèse, le carmel demeure. Les rumeurs et médisances se sont tues. Le successeur de Geay, Mgr Eugène Grellier, évêque de Laval de 1906 à 1936, n'aura de cesse d'obtenir le départ de Suzanne Foccart. Il l'obtient en 1912. Au tournant du siècle, la communauté se disloque.

### Renaissance
En mai 1921, Mère Marie Xavier, en compagnie de 7 sœurs, quittent leur exil à Jersey pour recréer un monastère à Laval,  boulevard de Tours. Celui-ci est dédié à la Très Sainte Trinité, au Cœur Immaculé de Marie et mis sous la protection de Thérèse de l’Enfant-Jésus. Le monastère prospère et se développe.
Un nouveau monastère tout en béton dû à l'architecte tourangin Michel Marconnet est créé en 1965 sous le vocable de l’Immaculée Conception à la périphérie de la ville. Il suit les principes architecturaux définis par Le Corbusier. Sa forme élancée et son allure austère rappellent les convictions des religieuses qui occupent le lieu. Il a reçu le label « Patrimoine du XXe siècle ».

## Activités
En 2018, une vingtaine de religieuses vit dans ce carmel. Une de leurs activités est la fabrication de quatre millions d'hosties par an, selon une méthode artisanale. S'y ajoutaient auparavant la peinture sur soie, l'imprimerie et la fabrication d'ornements liturgiques.